# パリ都市研究所
パリ都市研究所、パリ第12大学内パリ・ユルバニスム研究所（IUP:Institut d’Urbanisme de Paris、パリ・アーバン・インスティテュート、パリ都市計画研究所　パリ大学都市研究所とも訳述される)は、フランスにある都市研究機関。高等教育機関。
都市の新しい専門家を形成するために、1919年に前身である都市高等研究院（EHEU:École des Hautes Études Urbaines）が設立される。設立者はマルセル・ポエトとアンリ・セリエ。1924年からはパリ大学の研究所アーバン・インスティテュートになった。1972年には、研究所はパリのパリ第12大学（ヴァル・ド・マルヌXII）と提携して、パリ都市研究所に。

## 経緯
きっかけは1911年から1913年にパリ市とその郊外に拡張委員会が大学に歴史と地理、都市経済研究所の創設を1916年に浮上。EHEU設立後の1922年には、国立行政学院市町村行政開発セクションを設置。1924年からは都市研究科はソルボンヌに附属となり、移転してパリ大学都市計画研究所（IUUP）と改名。1933年には、IUUPがホストされている美術と考古学研究所に応じリュクサンブールの近くに移転。1940年には1937年以来、同研究所の所長を務めたウィリアム・ワリドが、反ユダヤ政策の理由でヴィシー政権からパージされた。
1968年には研究所は、新しい大学に附属することとなってパリの中心部の葉パリ・ドーフィネ16区に移転。名称はパリ・アーバン・インスティテュート（IUP）となる。1972年には、パリXIIヴァル・ド・マルヌの新しい附属研究所としてクレテイユに移転。1992年からIUPの修了証DIUPは計画と都市管理マスターに認定されるが、2006年にDEA DESSやパリのアーバン・インスティテュートは、マスタープランと地域に拠点を置いている。2009年にIUPの卒業証書をリニューアルし、マスターの称号に"企画・開発"の名前が付与。